# 然贝鲁
然贝鲁是巴西圣保罗州的一个市镇。总面积183.758平方公里，总人口4980人，人口密度27.1人/平方公里。